# Вісімнацяте Брюмера Луї Бонапарта
Вісімнацяте Брюмера Луї Бонапарта (нім. Der achtzehnte Brumaire des Louis Bonaparte) — історія державного перевороту Луї Бонапарта (Наполеона III) (1808-1873) у Франції 1851 року, написана німецьким філософом й економістом Карлом Марксом (1818-1883). Маркс написав цей твір у період між груднем 1851 р. та березнем 1852 р., і вперше він був опублікований у травні 1852 р. у німецькомовному щомісячнику «Die Revolution» («Революція»), що виходив у Нью-Йорку.
У передмові до другого видання «Вісімнадцятого брюмера» Маркс заявив, що метою цього есе було «продемонструвати, як класова боротьба у Франції створила обставини та відносини, які зробили можливим для гротескної посередності зіграти роль героя».